# Fabrizio Sceberras Testaferrata
Fabrizio Sceberras Testaferrata (né le 1er avril 1757 à La Valette à Malte, et mort le 3 août 1843 à Senigallia) est un cardinal maltais du XIXe siècle.

## Biographie
Testaferata est élu archevêque titulaire de Bérythe (de) en 1802 et est envoyé comme nonce apostolique en Suisse. En 1815 il est secrétaire de la Congrégation des évêques et en 1818 il est élu évêque de Senigallia.
Le pape Pie VII le crée cardinal in pectore lors du consistoire du 8 mars 1816. Sa création est publiée le 6 avril 1818. Il participe au conclave de 1823, lors duquel Léon XII est élu pape, au conclave de 1829 (élection de Pie VIII) et à celui de 1830-1831 (élection de Grégoire XVI).

## Succession apostolique
Fabrizio Sceberras Testaferrata a ordonné les évêques suivants :
- Évêque Maxime Guisolan (de), O.F.M.Cap. (1804)
- Évêque Joseph-François-Xavier de Preux (de) (1807)
- Évêque Pierre Tobie Yenni (de) (1815)